# Гунба Бадра Зурабович
Бадра Зурабович Гунба (нар. 14 серпня 1981, Сухумі, Абхазька АРСР) — абхазький політик. Віце-президент самопроголошеної Республіки Абхазія від 23 березня 2020 року. Виконувач обов'язків президента Республіки Абхазія з 19 листопада 2024 року. Кандидат економічних наук.

## Життєпис
Народився 14 серпня 1981 року в Сухумі, де у 1998 році закінчив середню школу № 20.
2003 року закінчив Саратовський державний аграрний університет ім. Н. І. Вавілова, за спеціальністю бухгалтерський облік та аудит.
У грудні 2003 року призначений на посаду провідного спеціаліста відділу фінансування соціальної сфери та апарату управління у комітеті з фінансів адміністрації м. Саратова.
З серпня 2004 року по лютий 2006 року обіймав різні посади у фінансовому відділі Жовтневого району адміністрації м. Саратова. У 2005 році надано кваліфікаційний розряд — молодший муніципальний радник III класу.
У лютому 2007 року в Саратові захистив кандидатську дисертацію за спеціальністю «Економіка та управління народним господарством» .
З квітня до червня 2007 року спеціаліст комітету з фінансів адміністрації м. Саратова.
З вересня 2007 року по 30 січня 2009 року працював референтом з правових питань уряду самопроголошеної Республіки Абхазія.
30 січня 2009 року призначений заступником міністра культури Республіки Абхазія .
З 13 жовтня 2011 року по 15 жовтня 2014 року був на посаді міністра культури Республіки Абхазія .
З 23 березня 2020 року обіймав посаду віце-президента Республіки Абхазія.
З 19 листопада 2024 року — виконуючий обов'язки президента Республіки Абхазія.

## Особисте життя
Одружений, батько двох дітей.

## Праці
- Экономическое регулирование соразмерности производства и потребления сельскохозяйственной продукции на региональном продовольственном рынке: на примере Саратовской области. Саратов, 2007[4]